# Samenwerkingsorganisatie Beroepsonderwijs Bedrijfsleven
Samenwerkingsorganisatie Beroepsonderwijs Bedrijfsleven (SBB) voert wettelijke taken uit voor de mbo-kwalificatiestructuur en beroepspraktijkvorming. De organisatie verzorgt onder meer de erkenning van stagebedrijven of leerbedrijven voor het vmbo en mbo.

## Geschiedenis
SBB ontstond in 2012 als opvolger van het Centraal Orgaan van Landelijke Opleidingsorganen van het bedrijfsleven (COLO), het samenwerkingsverband van kenniscentra voor beroepsonderwijs en bedrijfsleven. Vanaf 2015 nam SBB de taken over van alle 17 kenniscentra voor beroepsonderwijs en bedrijfsleven.

## Wettelijke taken
SBB heeft de volgende wettelijke taken: 
- erkennen van leerbedrijven voor vmbo en mbo, zorgdragen voor voldoende stages en leerbanen en bevorderen van de kwaliteit daarvan
- opstellen en onderhouden van de onderdelen van de kwalificatiestructuur, van dossiers, keuzedelen en cross-overs tot mbo-certificaten
- ondersteunen van bovengenoemde taken met onderzoek en feiten en cijfers, die de aansluiting tussen onderwijs en arbeidsmarkt bevorderen
- adviseren van het kabinet over de aansluiting van het beroepsonderwijs op de arbeidsmarkt
- waarderen van buitenlandse diploma's op vmbo- en mbo-niveau

## Bestuur
SBB is een zelfstandig bestuursorgaan (ZBO). MBO-Raad en een vertegenwoordiger vanuit het georganiseerde bedrijfsleven zijn bij toerbeurt voorzitter van SBB. De Inspectie van het Onderwijs houdt toezicht op SBB. SBB is gevestigd in Zoetermeer.